# Nambi
Nambi, filha de Gulu, é a deusa do céu no Uganda, conta a sua lenda que ela veio à terra e casou com Kintu, o primeiro homem.